# The frost (El gebre)
The frost (El gebre) (títol original: The Frost) és una pel·lícula de coproducció hispano-noruega del 2009 dirigida per Ferran Audí en el que ha estat el seu primer llargmetratge com a director, en la que va comptar com a protagonistes amb Aitana Sánchez-Gijón i Trond Espen Seim, amb Eva Eklöf Morkeset, Tristán Ulloa, Bibi Andersson i Fermí Reixach com a actors secundaris, entre d'altres. El guió està basat en l'obra de teatre de Henrik Ibsen El petit Eyolf, un drama marcat per la culpa, la redempció i la bogeria.
La versió original és en noruec i anglès, amb tocs de castellà i suec. Ha estat doblada al català.
La pel·lícula comptà amb les productores catalanes Alta Realitat i Apuntolapospo, les noruegues Frost Media Films i Film Fund FUZZ, i la Televisió de Catalunya - CCMA, i ha rebut el suport de l'ICEC (Institut Català de les Empreses Culturals) i l'ICAA (Institut de la Cinematografia i de les Arts Audiovisuals espanyol).

## Sinopsi
L'Alfred i la seva jove dona Rita viuen en una casa de camp en una illa de la costa Noruega amb el seu únic fill, Eyolf, qui és coix i va amb crosses a causa d'un desafortunat accident. Un dia que Alfred i Rita són amb la seva germana Asta, professora d'art, Eyolf va a jugar amb uns nens al moll, però cau al mar i s'ofega sense que es pugui recuperar el cos.
Després de la mort d'Eyolf, la Rita i l'Alfred senten tal remordiment que es veuen abocats a una ferotge lluita de mútua destrucció. El seu sentiment de culpa els obliga a reconèixer una veritat dolorosa: han estat tan obsessionats amb les seves petites necessitats egoistes que van oblidar d'estimar al seu fill, i aquesta veritat els persegueix i tortura sense treva. Per tal de no destruir-se mútuament han de trobar la manera de perdonar-se a si mateixos.

## Repartiment
- Aitana Sánchez-Gijón... Rita, mare de l'Èiold, dona de l'Alfred
- Trond Espen Seim ... Alfred, pare de l'Èiold, home de la Rita i escriptor fallit
- Eva Eklöf Morkeset ... Asta, pintora, professora d'art i germana de l'Alfred
- Tristán Ulloa... Raúl, germà de la Rita
- Bibi Andersson... La vídua Rat o Rata vídua
- Fermí Reixach... Mopsemand, el foll
- Marco Valle ... Eyold / Èiold, fill de la Rita i l'Alfred
- Jordi Cortés Molina ... L'home al gel
- Pablo Vázquez ... Estudiant d'art noruec
- Astrid Overå ... Astrid, veïna que ajuda nens refugiats
- Roger Loscertales ... Guia turístic (i estudiant?)

## Palmarès cinematogràfics
El gebre va ser seleccionada per participar en 13 festivals de cinema, incloent el Festival de Sitges o Festival Internacional de Cinema Fantàstic de Catalunya, el Festival de Pusan (Corea), la Mostra de Cinema Català d'Hamburg, i la Setmana Internacional de Cinema de Valladolid (SEMINCI), i va rebre 10 guardons:
- Als Premis Gaudí 2010, Millor direcció artística i Millor fotografia;
- al George Lindsey UNA Film Festival (Universitat d'Alabama Nord) 2010, Millor pel·lícula, Millor actriu principal, Millor muntatge, Millor fotografia, Millor so;
- a l'Orlando Film Festival 2010, Millor pel·lícula;
- al Malaga Spanish Film Festival (Festival de Màlaga) 2009, Millor vestuari;
- i al Festival de Cinema d'Espanya de Tolosa de Llenguadoc 2009, Menció especial.

Premis Gaudí de 2010
| Categoria                                | Persona                                                 | Resultat  |
| ---------------------------------------- | ------------------------------------------------------- | --------- |
| Millor pel·lícula en llengua no catalana | Millor pel·lícula en llengua no catalana                | Nominada  |
| Millor direcció artística                | Antonio Belart Jardí                                    | Guanyador |
| Millor fotografia                        | David Omedes                                            | Guanyador |
| Millor direcció de producció             | Gemma Comas                                             | Nominada  |
| Millor muntatge                          | Bernat Aragonés                                         | Nominada  |
| Millor so                                | Ola Apenes Kenneth Gustavsen Jordi Arqués Jordi Casugas | Nominats  |
| Millor actor de repartiment              | Fermí Reixach                                           | Nominada  |
| Millor música original                   | Jesús Díaz Fletcher Ventura                             | Nominats  |
| Millor maquillatge i perruqueria         | Karmele Soler                                           | Nominats  |
| Millor vestuari                          | Antonio Belart Jardí                                    | Nominat   |
| Millors efectes visuals                  | Berlin SFX Department, Apunto Lapospo i Entropy Studio  | Nominat   |

Festival de Màlaga
| Categoria                           | Persona                             | Resultat  |
| ----------------------------------- | ----------------------------------- | --------- |
| Bisnada d'Or a la millor pel·lícula | Bisnada d'Or a la millor pel·lícula | Nominada  |
| Bisnaga de Plata al millor vestuari | Antonio Belart Jardí                | Guanyador |

Festival de Cinema d'Espanya de Tolosa de Llenguadoc
| Categoria       | Persona                     | Resultat  |
| --------------- | --------------------------- | --------- |
| Violette d'Or   | Violette d'Or               | Nominada  |
| Menció especial | Ferran Audí                 | Guanyador |
| Menció especial | Jesús Díaz Fletcher Ventura | Guanyador |